# Cserénfa
Cserénfa is een plaats (község) en gemeente in het Hongaarse comitaat Somogy. Cserénfa telt 243 inwoners (2001).